# 喬爾·林奇
喬爾·林奇（英語：Joel Lynch；1987年10月3日—）是一位威爾士足球運動員。在場上的位置是後衛。現時為自由身。他也代表威爾士國家足球隊參賽。

## 外部連結
- Joel Lynch player profile at Nottingham Forest website
- 足球数据库：喬爾·林奇的球员统计数据